# Кайо, Фредерик
Фредери́к Кайо́ (в устаревшей передаче Кальо́, фр. Frédéric Cailliaud; 9 июня 1787, Нант — 1 мая 1869, Нант) — французский путешественник, естествоиспытатель, минералог, конхиолог.

## Биография

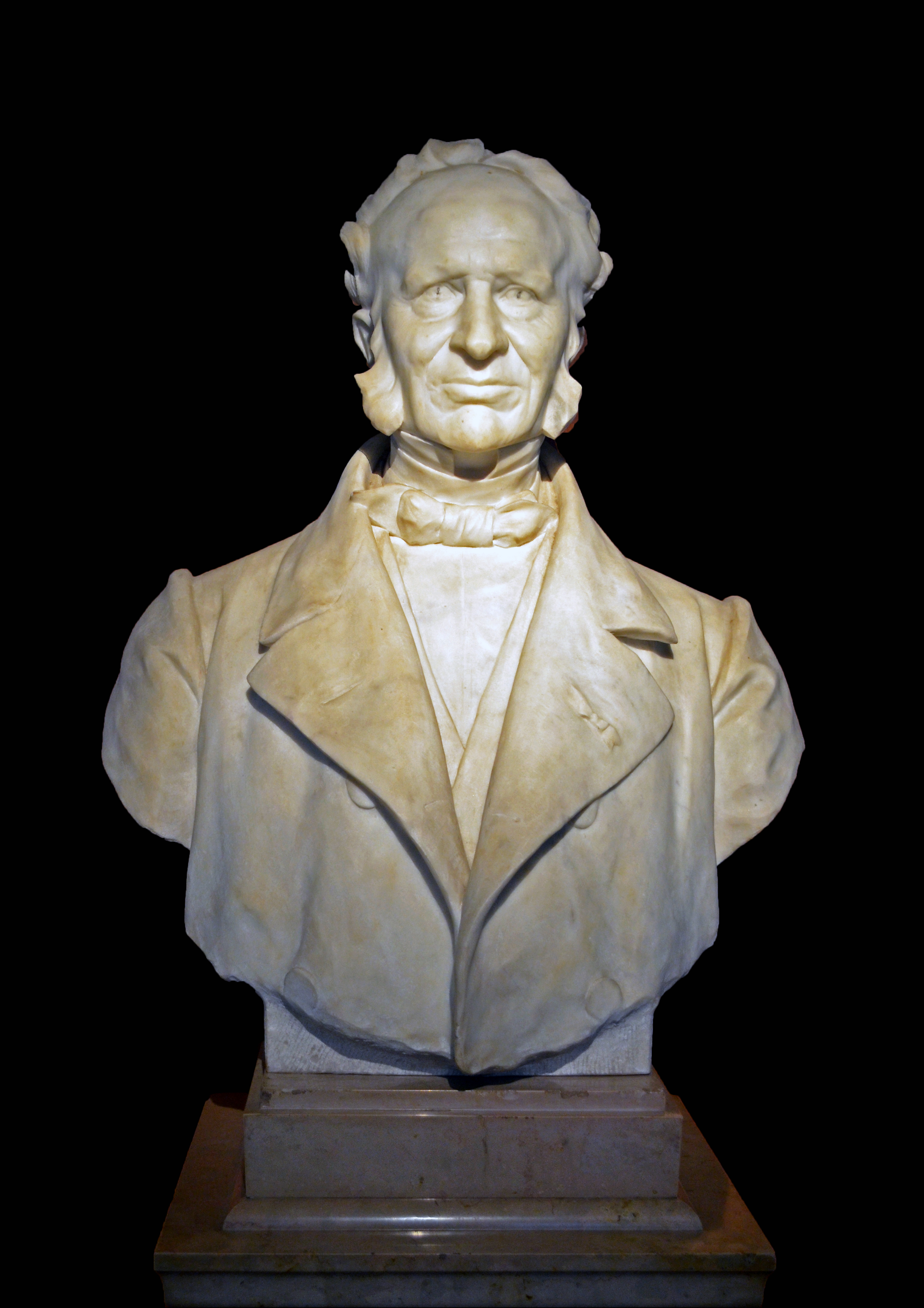
Бюст Фредерика Кайо

В 1815 году Кайо отправился в Египет и поднялся с Дроветти до второго нильского порога. По поручению Мехмеда-Али он исследовал страну в минералогическом отношении и открыл в 1818 году древние копи смарагдов у Джебель Себара. В 1819 и 1820 годах продолжал исследования на средства французского правительства и объездил вместе с Леторзеком ряд оазисов. В 1821 году открыл пирамиды Мероэ.
В 1821—1822 годах Кайо и Леторзек сопровождали Ибрагим-пашу в Сенаар и Фазокл и дали первые научные сведения об этих областях. В 1836—1869 годах был директором естественно-исторического музея в Нанте.
В 1824 году был награждён орденом Почётного легиона.
Написал несколько работ естественно-исторического, особенно конхилиологического содержания, несколько описаний путешествий и Recherches sur les arts et métiers, les usages de la vie civile et domestique des anciens peuples de l’Egypte, de la Nubie et de d’Ethiopie (Париж, 1831—1837). Главное его сочинение: Voyage à Méroé, au fleuve Blanc, au-delà de Fazoql dans le midi du royaume de Sennâr, à Syouâh etc. (Париж, 1823—1827, с атласами).